# Istoria francmasoneriei în România
Istoria francmasoneriei în România este după istoricii român D. G. R. Șerbănescu și francez Jacques Pierre, strâns legată de Istoria României. În dicționarele despre francmasonerie, România are pagini multe, iar în istoria României francmasonii au avut un rol determinant în sec. XIX. în epoca „pașoptiștilor“ (astfel porecliți de la revoluția din 1848) exista în centrul Bucureștilor, alături de actualul Muzeu Național de Istorie, o „stradă Farmazoană“, dispărută odată cu regularizarea Dâmboviței și cu reorganizarea urbanistică de la sfârșitul secolului al XIX-lea. Ulterior, actuala stradă Mircea Vulcănescu (fosta stradă Ștefan Furtună) a fost închinată „Francmasonilor“, nume pe care l-a avut până în martie 1938. Caz unic în lume, francmasoneria avea în limba română un termen popular, iar în capitala Țării Românești o stradă comemorativă.

### Începuturile
În secolul al XVIII-lea, Constantinopolul era pentru români școala învățăturii universale, la care nu puțini domnitori și mari boieri și-au trimis copiii. Acolo se găseau mulți învățători și dascăli de renume, greci, francezi, englezi sau italieni, printre care francmasonii erau prezenți. Dar chiar înainte de apariția masoneriei contemporane, câțiva dintre domnitorii români au aplicat ideile și principiile „epocii luminilor” pe care și francmasoneria le-a răspândit. În Moldova și Țara Românească, Alexandru Lăpușneanu și Radu Șerban au întemeiat școli domnești „pentru învățătura norodului” în 1561 la Cotnari și în 1603 la Târgoviște. Academia din București a apărut în 1688 din cheltuiala domnitorului Șerban Cantacuzino, cea din Iași în 1707 sub auspiciile lui Antioh Cantemir, iar cea din Transilvania în 1795 din străduința învățatului Ioan Piuariu-Molnar. Constantin Brâncoveanu, Antioh și Dimitrie Cantemir au înfăptuit reforme juridice și fiscale, au deschis școli și spitale, au popularizat ideea „bunului” sau „binelui obștesc”. În 1741, Constantin Mavrocordat a introdus în Țara Românească o constituție („Marele Hrisov“), iar în 1746-49 tot el, domnind succesiv la București și la Iași, a desființat șerbia (iobăgia) în ambele principate.
„Marele Hrisov” a fost publicat ca model juridic de Constituție în gazeta „Mercure de France” din iulie 1742. În 1780, „Pravilniceasca condică“, redactată de domnitorul Alexandru Ipsilanti, a modernizat legislația Țării Românești. În 1784, celebrul „Supplex libellus valachorum”, redactat în principal de Ignatie Darabant, arhiepiscop greco-catolic din Oradea, apoi completat de Samuil Micu, Petru Maior, Gheorghe Șincai, Ioan Piuariu-Molnar, Iosif Meheși, Ioan Budai Deleanu, Ioan Para și alții, pentru a fi dus la Viena de Ioan Bob, arhiepiscopul greco-catolic de la Blaj, și de Gherasim Adamovici, arhiepiscopul ortodox de la Alba-Iulia. Prin Nicolae Ursu zis „Horea”, răsculații au prezentat prin acest text revendicări similare cu cele exprimate zece ani mai înainte în America sau cinci ani mai târziu în Franța. În ciuda înfrângerii răscoalei și uciderii lui Horea și lui Cloșca, împăratul austriac Iosif al II-lea a fost silit să desființeze iobăgia și în Transilvania. Astfel, țările române au fost dotate cu constituții, iar țăranii români au fost eliberați din șerbie, pe când împărățiile vecine vor rămâne monarhii absolute cu țărani șerbi, timp de încă un veac și mai bine.
Unii autori anglo-saxoni nu recunosc vechimea francmasoneriei în țările române, dar istoricii D.G.R. Șerbănescu și Jacques Pierre (în Dicționarul francmasoneriei, Presses universitaires de France, Paris 1991 sub dir. lui Daniel Ligou), afirmă că prima lojă masonică românească fost întemeiată la Iași în 1748 de italianul Antonio Maria del Chiaro, care venise în țările române ca secretar al lui Constantin Brâncoveanu. Nu se știe dacă și domnitorul reformator a făcut parte din lojă. A doua lojă apare în 1749 printre sașii de la Brașov, a treia în 1767 printre cei de la Sibiu. A patra lojă a fost inaugurată la București de francezul Jean-Louis Carra, secretar al voievodului Grigore Ghica, în 1769. A cincea, numită „Ovidiu”, apare la Chișinău în 1821, fiind întemeiată de medicul francez Charles Chambonot și de botanistul elvețian Louis-Vincent Tardent (inițiatorul coloniei elvețiene de la Șaba) și, la început, condusă de Pavel Pușkin, fratele lui Aleksandr Pușkin, unul dintre membri. Această lojă l-a inițiat pe arhimandritul bulgar basarabean Ifrim Sirineț, care la rândul său a întemetiat lojile Zorile de la Silistra și Spas (« mântuirea » în bulgărește) de la Basarbovo în 1830.
Francmasonii și Biserica Ortodoxă au avut până în 1937 relații bune, pe când biserica romano-catolică i-a socotit timp îndelungat eretici și apostați. Ca exemplu, episcopul Dunării de jos și academicianul Mihail Ștefănescu (1823-1892, cunoscut sub pseudonimul de „Melchisedec”) a fost și un însemnat demnitar francmason.

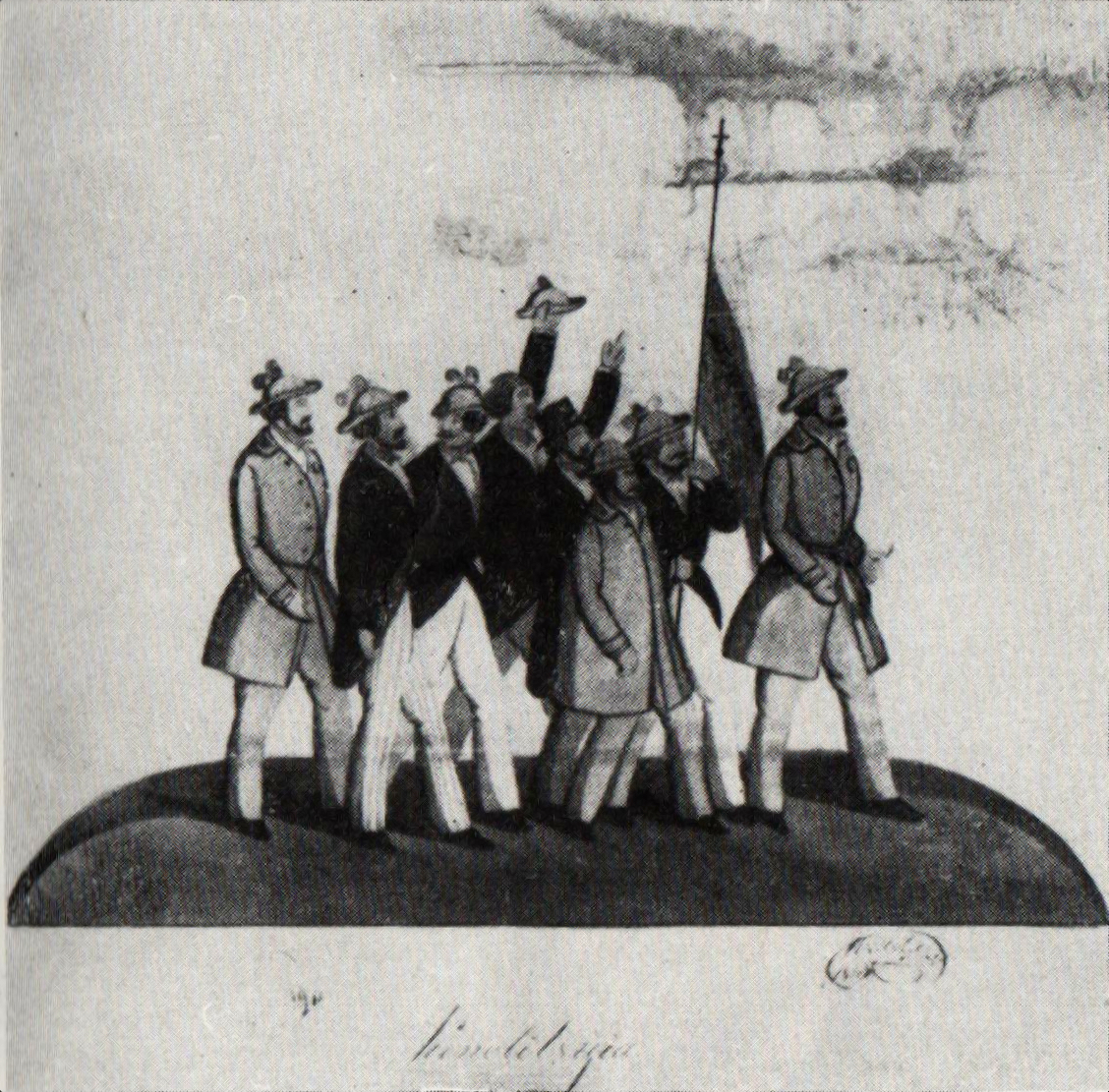
Grupul de manifestanți pentru revoluție la 1848 - de Costache Petrescu.

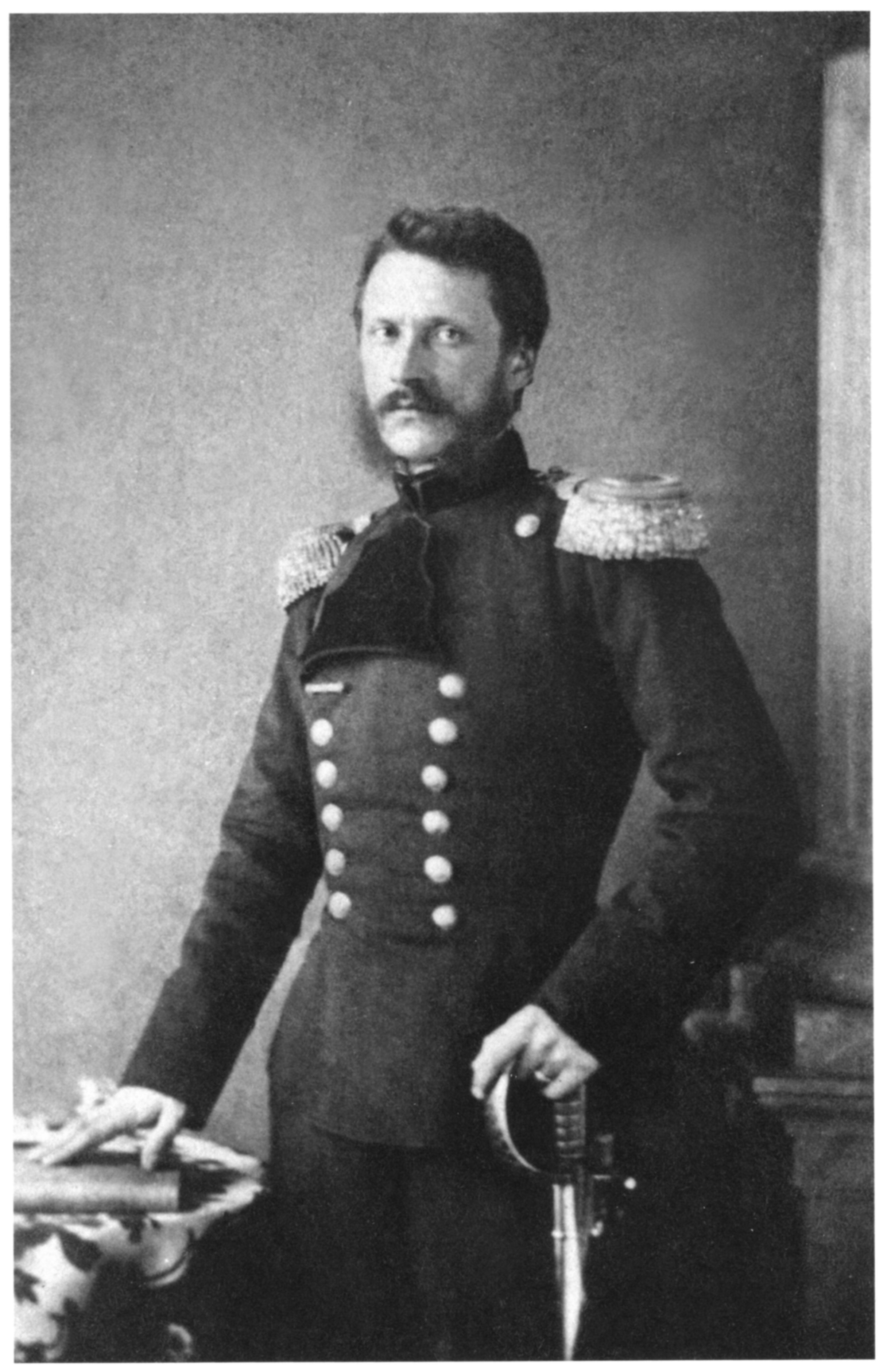
Un cunoscut francmason român: Alexandru Ioan Cuza, fotografiat de Carol Popp de Szathmary.

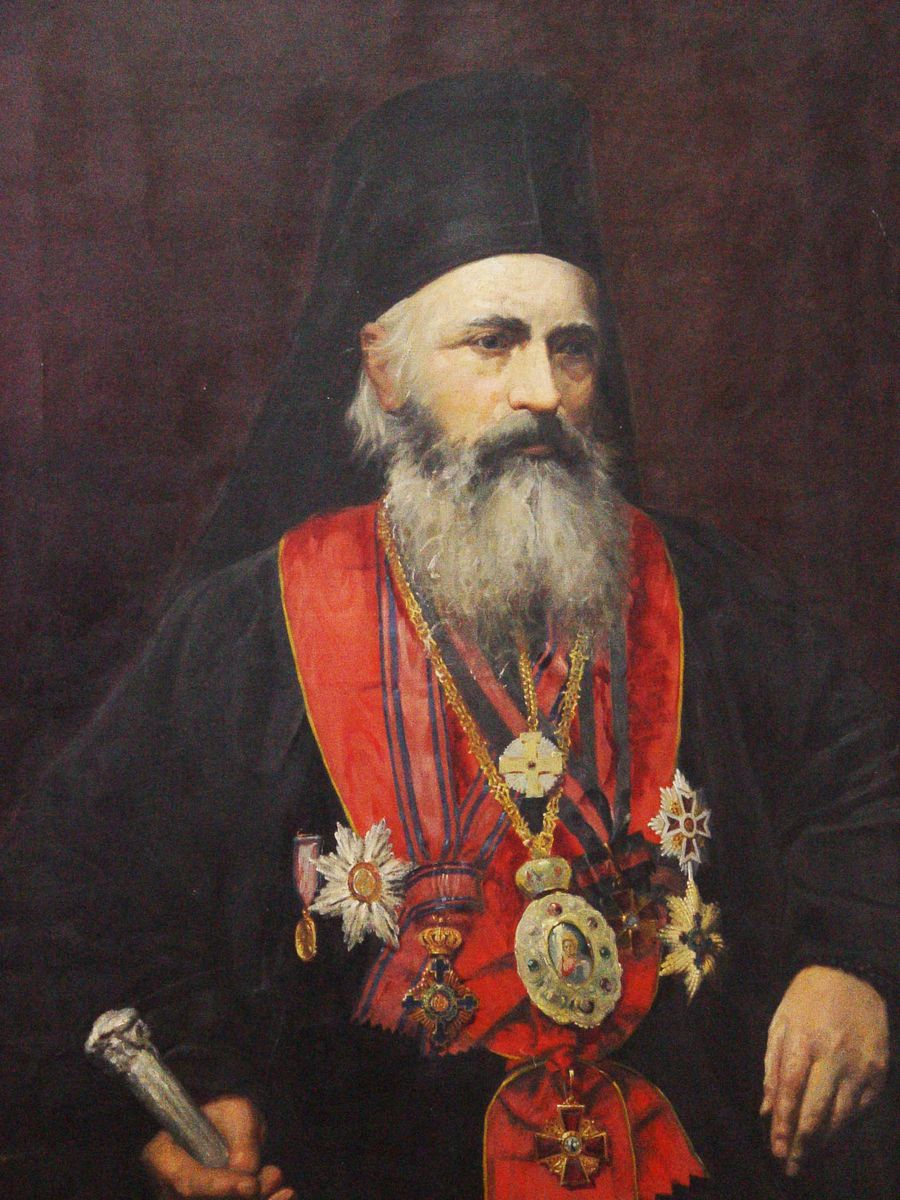
Mihail Ștefănescu zis Melchisedec (1823-1892), episcop, istoric, academician și francmason

În 1821, numeroși au fost românii afiliați la „Eteria” masonică condusă de Alexandru Ipsilanti, descendent al domnitorului cu „Pravilniceasca condică”, dar devenit general rus și demnitar mason. Printre ei, Tudor Vladimirescu, executat fiindcă își încălcase jurământul față de „Eteria”. Scopul „Eteriei”, bazată la Odesa, era internațional: dărâmarea puterii religioase și politice a sultanului otoman în întreaga Peninsulă Balcanică cu ajutorul țarului Alexandru I al Rusiei și al patriarhului de la Constantinopol. Însă Tudor Vladimirescu dăduse prioritate obiectivelor locale din Țara Românească, încurcându-i strategia lui Ipsilanti. În 1825, frații Golescu, boieri de rang, au întemeiat la București o societate paramasonică, „Societatea filarmonică”, la care a aderat jumătate din protipendada politică, economică și socială din oraș. Dar cea mai mare și vestită lojă românească a fost a șaptea, „Steaua Dunării”, întemeiată la. Bruxelles în 1850, în refugiu, de „frații farmazoni” care făcuseră în 1848 revoluția „pașoptistă” cu tricolorul albastru-galben-roșu însemnând „libertate, dreptate, frăție”, principii de bază ale francmasonilor.
La acești „farmazoni vechi” se adaugă o seamă de studenți români din Franța, unii inițiați în loja „Athénée des Étrangers“ (Ateneul străinilor), alții în „La Rose du Silence” (Trandafirul Tăcerii): printre ei, Vasile Alecsandri, Nicolae Bălcescu, Alexandru Ioan Cuza, Carol Davila, Ion Ghica, Dinicu Golescu, Spiru Haret, Ion Heliade-Rădulescu, Mihail Kogălniceanu, Gheorghe Lazăr, Gheorghe Magheru, Costache Negruzzi, C.A.Rosetti... Odinioară la București se spunea: „începi student, continui farmazon, devii savant sau ministru și termini călcat în picioare de mulțime sub formă de Bulevard” : multe din bulevardele din centrul orașelor românești au numiri de francmasoni celebri.
Doritori de a stabili un stat de drept bazat pe principiile democrației parlamentare și ale dreptului pământean, francmasonii români au înființat numeroase societăți și reviste literare (Junimea), asociații filantropice sau chiar societăți revoluționare secrete (Frăția). Prin ele sau individual, au activat intens pentru întregirea României în 1918, atât în consiliile românești din Banat, Crișana, Maramureș, Bucovina, Ardeal și Basarabia (Sfatul Țării), unde au militat pentru o unire necondițională cu vechiul regat, cât și la conferința de pace de la Paris, pentru recunoașterea noilor granițe, iar în parlamentul României pentru extinderea în vechiul regat a anumitor noi legi mai democrate, atunci votate în noile teritorii (de exemplu reforma agrară, școala peste tot obligatorie și dreptul de vot pentru ambele sexe, sau cetățenia fără discriminări de credință sau de limbă). În aceste dezbateri, în care erau adversari ai naționaliștilor, ai marxiștilor și ai partizanilor dreptului strămoșesc, francmasonii nu au avut totdeauna ultimul cuvânt. Dar într-un răstimp de cinci ani, mulțumită activității lor, România a devenit o monarhie parlamentară unitară modernă, în care majoritatea problemelor constituționale, agrare și de drept erau rezolvate și a cărei imagine pe scena internațională era deosebit de pozitivă. Ca exemplu printre multe altele, la Paris Traian Vuia, Alexandru Vaida-Voievod și ceilalți membri ai delegației române participanți la Conferința de Pace de la Paris (care au reușit să obțină, nu ușor, recunoașterea întregirii României de către marile puteri) erau toți francmasoni.

### Perioada interbelică
Francmasoneria română care luase o mare dezvoltare în perioada interbelică, fiind uneori implicată și în câteva afaceri lumești, a fost închisă în 1938 printr-o înțelegere (aprig contestată, dar motivată de situația politică și de atacurile legionare) între regele Carol al II-lea și Marele maestru Jean Pangal. În timpul celui de-al doilea război mondial masoneria se afla în ilegalitate, dar masonii, numeroși în administrația Serviciului maritim român, au ajutat refugiații și prigoniții (majoritar evrei) să fugă de la Constanța la Istanbul între 1940 și 1944. Au fost salvate mii de persoane și ar fi putut salvate mai multe dacă nu ar fi fost torpilele sovietice (episodul tragic al navei „Struma“). Alți „drepți între popoare“, ca de pildă farmacistul Beceanu din Iași și primarul Cernăuților, Traian Popovici, au salvat de asemeni mii de evrei, dar numele lor au fost date uitării, fiindcă deși Traian Popovici este recunoscut „drept” având o stradă la București și o statuie la Tel Aviv, nici evreii, nici românii nu au cultivat memoria lor (istorici ca Radu Ioanid sau Carol Iancu le reproșează că nu i s-au opus fățiș mareșalului Ion Antonescu, iar naționaliștii îi socotesc „trădători de neam”).

### În comunism
După război, obediențele masonice, autorizate din nou, dar amenințate de partidul comunist care le socotea „organizații burghezo-moșierești", s-au unit în 1945 într-o „Francmasonerie unită a României“, în frunte cu generalul Pandele și cu scriitorul Mihail Sadoveanu. Dar în ciuda încercărilor acestora de a împăca francmasoneria cu partidul, comuniștii nu puteau tolera o organizație necontrolată de ei. În 1948, după arestarea multor francmasoni cunoscuți sau descoperiți (în parte mulțumită listelor întocmite de legionari), comuniștii au decis desființarea francmasoneriei în România. Mihail Sadoveanu a scăpat de arestare trecând definitiv în partid și manifestându-și fățiș disprețul pentru fostele sale principii, dând manifestului său proStalinist titlul Lumina vine de la răsărit, care în simbolica masonică înseamnă ceva total potrivnic stalinismului, anume căldura iubirii frățești și luminarea minții prin cunoștință și libertate.

### După 1989
La 27 decembrie 1989, la București, francmasonii supraviețuitori s-au întâlnit în fostul templu din strada Radu de la Afumați și au pus la cale renașterea francmasoneriei române.
Francmasoneria a re-apărut în România prin două filiere: una italiană, prin Marele Orient al Italiei, și alta franceză, prin Marea Lojă a Franței.
Filiera italiană a însemnat înființarea în 1991 a lojii „Concordia”, iar în anul următor a încă două loji, „Delta Dunării” și „Nicolae Bălcescu”.
În 1993, prin unirea acestora se înființează Marea Lojă Națională din România (MLNR), condusă de Nicu Filip.
Filiera franceză a fost înființată tot în 1993, prin unirea cele trei loji înființate la Paris în 1990: „Steaua Dunării”, „România Unită” și „Solidaritatea”, acestea avându-l ca Mare Maestru pe Alexandru Paleologu, atunci ambasador al României la Paris.
Arhitectul acestei lucrări a fost Marcel Schapira.
Inițial, gruparea a avut tot numele de Marea Lojă Națională din România, la fel ca și filiera italiană, fiind redenumită însă în 1996 în Marea Lojă Națională Unită din România (MLNUR) iar în 2010 în Marea Lojă Națională Română 1880.
Au apărut și dezacorduri: 13 loji au creat separat un District Transilvania care, în martie 1996, împreună cu câteva loji de obediență franceză, au format Marea Lojă Națională Unită din România. În 1997 s-au unit cele două Supreme Consilii. În iulie 2000, Marea Lojă a României și Marea Lojă Națională din România au tentat să se unească. În 2003, Marea Lojă Națională a României și Marea Lojă Națională din România s-au federat într-o Confederație a Marilor Loji din România de Rit Scoțian Antic și Acceptat.
În prezent există în România mai multe obediențe masonice: 
- Marea Lojă Națională din România (MLNR) - înființată pe filiera italiană - americană
- Marea Lojă Națională Română 1880 (MLNR 1880) - înființată pe filiera franceză

- Marea Lojă Națională a României - desprinsă în 2002 din MLNR [2]
- Marea Lojă Alexandru Ioan Cuza - S:.C:.°33 S:.U:.A:.I:.C:.
- Marea Lojă Națională Unită din România (MLNUR)
- Marea Lojă Regulară a României - desprinsă în 2006 din Marea Lojă Națională a României [2]
- Marele Orient al României
- Marele Orient de Rit Scoțian Antic și Acceptat din România - desprinsă în 2006 din MLNR [2]
- Marea Lojă a României - desprinsă în 2003 din Marea Lojă Națională a României [2]
- Marea Lojă Simbolică Română
- Marele Ordin Feminin Român
- Marea Lojă Feminină a României
- Dreptul Uman din România
- Uniunea Lojilor Masonice Independente
- Marea Lojă a Transilvaniei - desprinsă în 2002 din MLNR 1880 (pe atunci numită MLNUR) [2]
- Marea Lojă Tradițională din România Arhivat în 29 octombrie 2018, la Wayback Machine.

În 2009 francmasonii români sunt aproximativ 7500, dintre care 7000 „regulari“ (obediențele inițial anglo-saxone ale Marilor Loji naționale) și 500 „liberali“ (obediențele franceze ale Marelui Orient și a Dreptului Uman). Pe lângă și printre acestea, există cercuri mai restrânse („gradele superioare“) care își inițiază membrii în cunoașterea mai profundă a simbolisticii și a istoriei esoterice și spirituale a omenirii.
Între 14-17 mai 2014 a avut loc la București Conferința Mondială a Marilor Loji Masonice Regulare.